# Вилья-де-Лейва
Вилья-де-Лейва (исп. Villa de Leyva) — город и муниципалитет в центральной части Колумбии, на территории департамента Бояка. Входит в состав провинции Рикаурте.

## История
Поселение, из которого позднее вырос город, было основано 12 июня 1572 года.

## Географическое положение

Муниципалитет Вилья-де-Лейва

Город расположен на западе центральной части департамента, в гористой местности Восточной Кордильеры, на расстоянии приблизительно 20 километров к северо-западу от города Тунха, административного центра департамента. Абсолютная высота — 2077 метров над уровнем моря.
Муниципалитет Вилья-де-Лейва граничит на севере с территориями муниципалитетов Гачантива и Аркабуко, на северо-западе — с муниципалитетом Санта-София, на западе — с муниципалитетом Сутамарчан, на юге — с муниципалитетом Сачика, на востоке — с муниципалитетом Чикиса. Площадь муниципалитета составляет 128 км².

## Население
По данным Национального административного департамента статистики Колумбии, совокупная численность населения города и муниципалитета в 2015 году составляла 16 478 человек.
Динамика численности населения муниципалитета по годам:
| 2005   | 2006   | 2007   | 2008   | 2009   | 2010   | 2011   | 2012   | 2013   | 2014   | 2015   |
| ------ | ------ | ------ | ------ | ------ | ------ | ------ | ------ | ------ | ------ | ------ |
| 12 032 | 12 430 | 12 839 | 13 261 | 13 684 | 14 125 | 14 578 | 15 027 | 15 502 | 15 983 | 16 478 |

Согласно данным переписи 2005 года мужчины составляли 49,5 % от населения Вилья-де-Лейвы, женщины — соответственно 50,5 %. В расовом отношении белые и метисы составляли 99,8 % от населения города; негры, мулаты и райсальцы — 0,1 %; индейцы — 0,1 %.
Уровень грамотности среди всего населения составлял 90,4 %.

## Экономика
Основу экономики Вилья-де-Лейвы составляют сельское хозяйство, туризм и добыча полезных ископаемых.
41,9 % от общего числа городских и муниципальных предприятий составляют предприятия торговой сферы, 39,1 % — предприятия сферы обслуживания, 17,4 % — промышленные предприятия, 1,6 % — предприятия иных отраслей экономики.